# Жирона
Жиро́на (кат. Girona), Херо́на (исп. Gerona), Герона, Жеро́на — город на северо-востоке Испании, в автономном сообществе Каталония, центр одноимённой провинции Жирона и каталонской комарки Жиронес. Население на 2020 год — 103 369 человек.
Хорошо сохранившееся со времён Средневековья историческое ядро города привлекает в Жирону значительное количество туристов.

## История
При иберах существовала как крепость на дороге в Галлию, от которой сохранились следы стен. При римлянах — город под именем Геру́нда (лат. Gerunda). Во все времена считалась значительным военным пунктом и часто упоминается в истории войн с маврами, о пребывании которых здесь свидетельствуют сохранившиеся термы. В 714—797 годах Жирона находилась под властью мавров; при Карле Великом дважды переходила от мавров к христианам (в 785 и 797 годах). Недолго продолжавшееся арабское господство, однако, не оказало значительного влияния на архитектуру и культуру города. После освобождения Жироны от мавров город стал столицей графства, вошедшего в состав Испанской марки Франкского королевства. В конце VIII—IX веках Жирона использовалась франками как база для подготовки походов на занятые маврами территории Испании; позднее Жирона уступила эту роль Барселоне. В 878 году графство Жирона было присоединено к графству Барселона, сохранив, однако, до XIII века автономию.
Графство Жирона — одно из 14 первоначальных каталонских графств. В 1351 году король Арагона даровал своему старшему сыну титул герцога Жиронского. С тех пор «принц Жироны» — официальный титул наследника арагонской короны. В XIV—XVI веках — один из наиболее преуспевающих городов Западного Средиземноморья со значительной еврейской общиной. В 1348 году, как и многие города Испании, Жирона была опустошена «чёрной смертью» — эпидемией чумы.
Жирона 25 раз подвергалась осаде, но взята была лишь 7 раз. В XVII—XVIII веках несколько раз переходила к Франции и вновь возвращалась к Испании. Сильно пострадала Жирона во время очередной войны с Францией в 1793 году. К 1809 году, когда после осады город был взят наполеоновскими войсками, в Жироне насчитывалось лишь 4,5 тыс. жителей. При Наполеоне Жирона была объявлена столицей округа Тер, а в 1833 году стала столицей испанского округа Жирона. С середины XIX века начался экономический подъём города; строились новые промышленные предприятия, благоустраивались улицы — уже в 1886 году в Жироне появилась улица, освещенная электрическими фонарями. С 1980-х годов Жирона начала становиться туристическим городом.
4 октября 2017 года Жирона стала первым городом, официально порвавшим связи с официальной Испанией, королевским двором и правительством страны.

## Достопримечательности
Река Оньяр (кат. Onyar) делит город на две части: на левом берегу расположился современный город, на правом — исторический центр с хорошо сохранившейся средневековой застройкой. Главной достопримечательностью старого города является кафедральный готический собор Жироны (собор Св. Девы Марии, кат. Catedral de Santa Maria), расположенный на Соборной площади (кат. Plaza Catedral); это второй по величине (после собора Св. Петра в Риме) однонефный собор Европы. Построенный в 1416 году Гильемом Бофилем неф собора (высотой 35 м и шириной 23 м) — самой большой в мире готический соборный неф. Все части собора построены в готическом стиле — за исключением западного фасада, лестница, портал и окно-роза которого являются произведениями каталонского барокко. В соборе примечательны серебряная алтарная преграда, украшенная драгоценными камнями, а также стоящий за алтарём алебастровый трон Карла Великого. При соборе действует музей, среди главных экспонатов которого — тканый ковёр «Сотворение мира» (XI—XII века), статуя короля Педро IV Церемонного (XIV век), копия «Комментария к Апокалипсису» Беата Лиебанского; в музее размещены также скульптуры и фрагменты росписей романского периода.

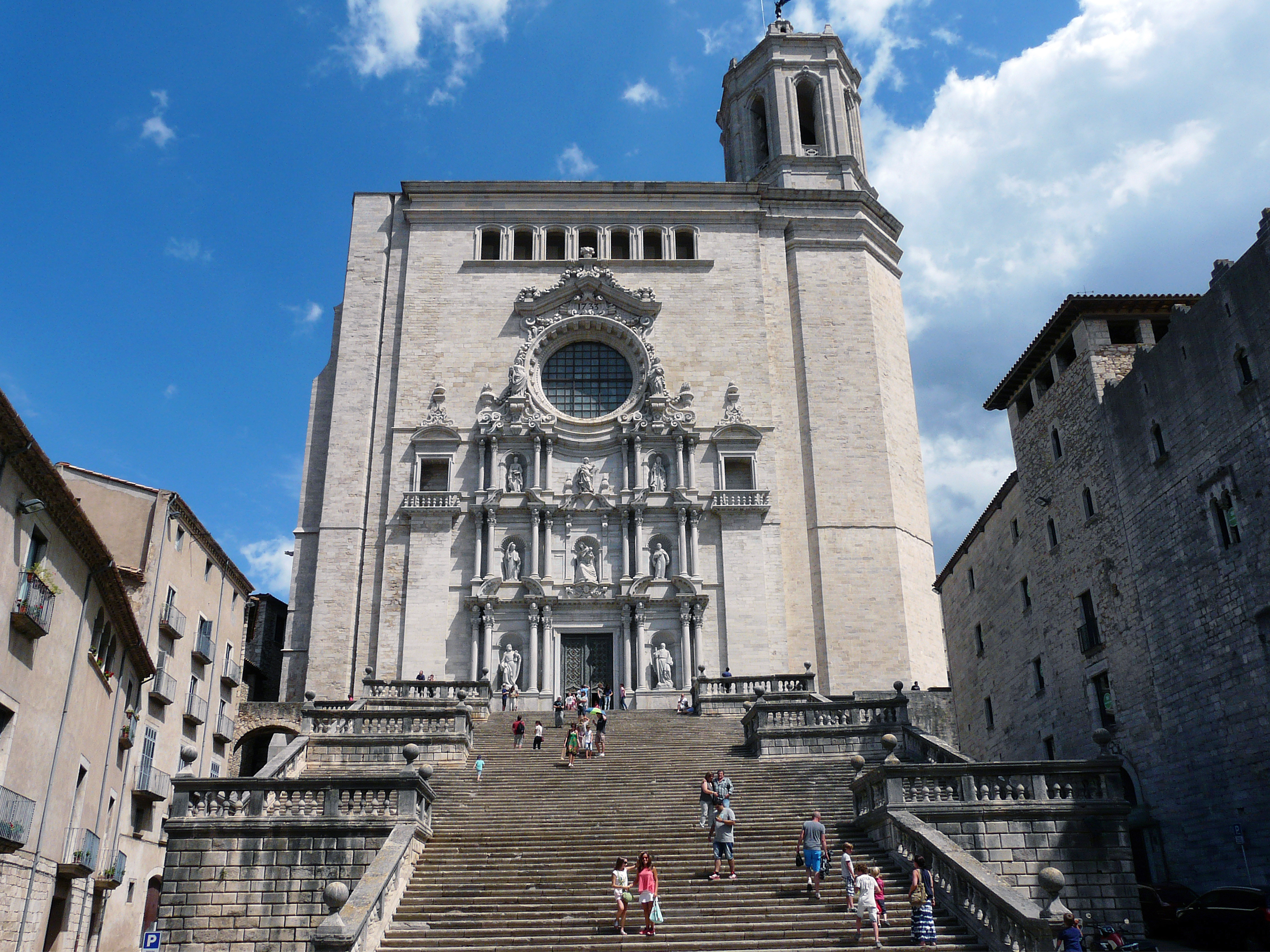
Кафедральный готический собор Жироны Св. Девы Марии
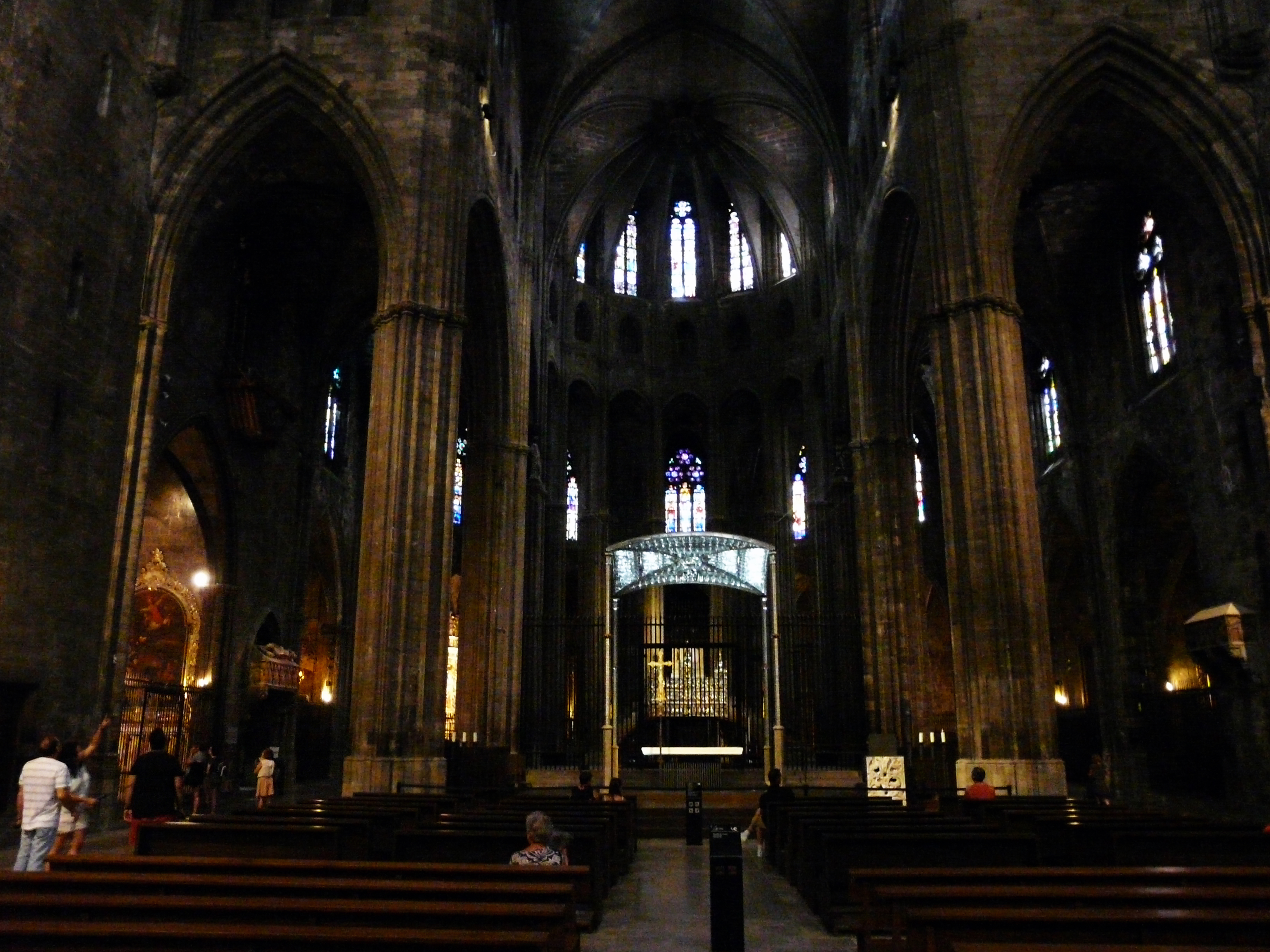
Соборный неф
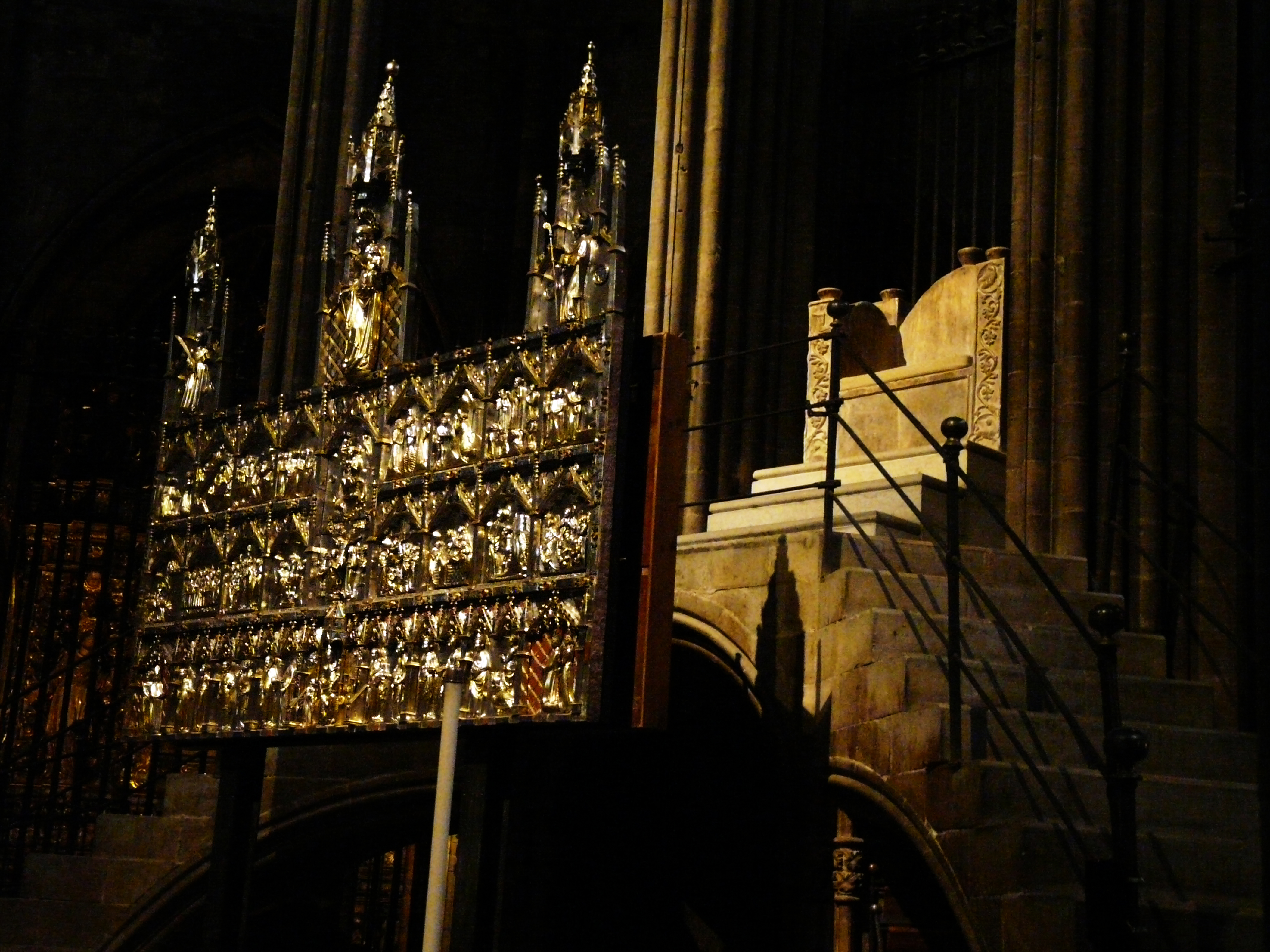
Алтарная преграда и трон Карла Великого
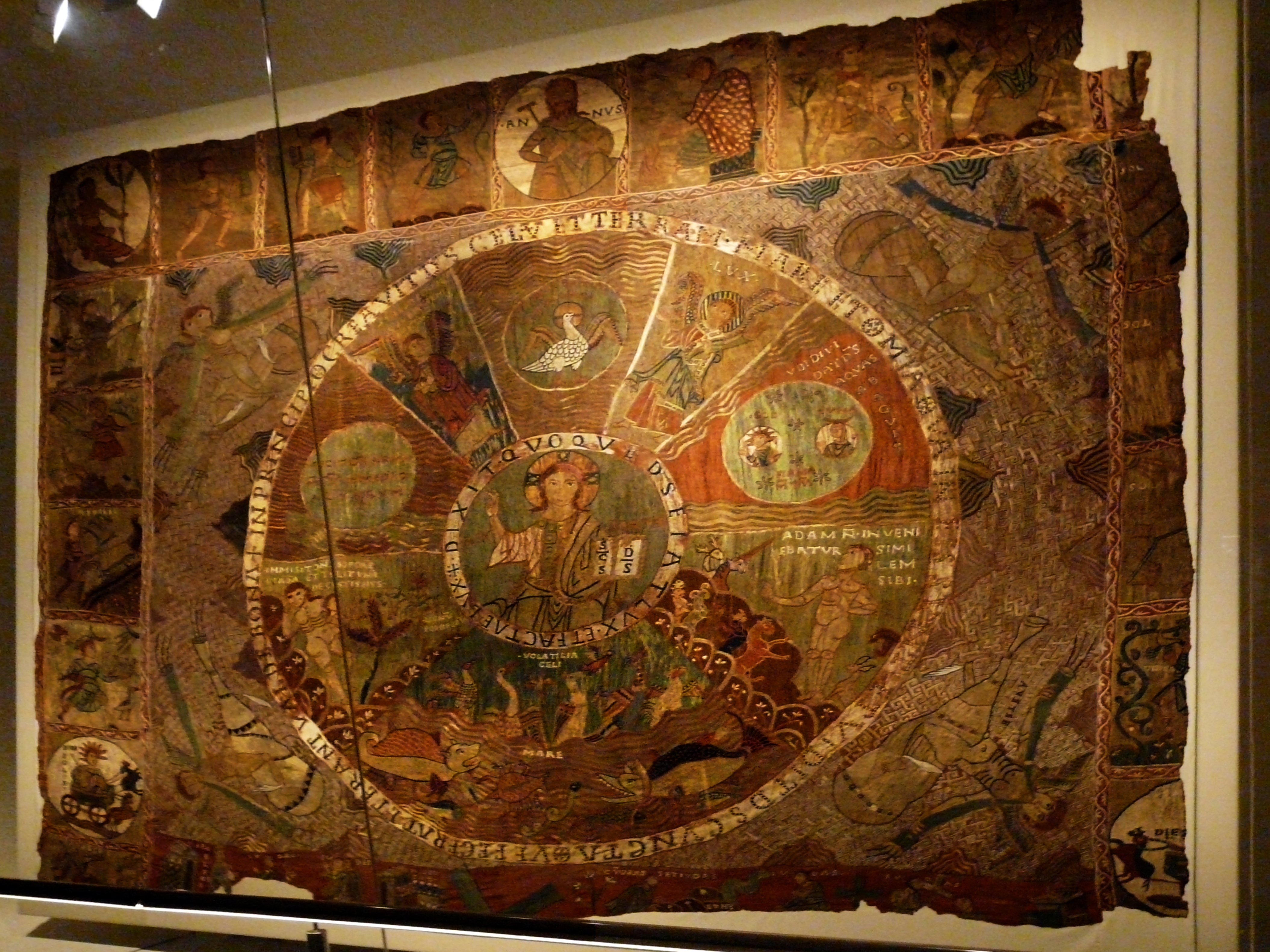
Ковёр «Сотворение мира»

Главная улица старого города — Рамбла-де-ла-Льибертат (кат. (Rambla de la Llibertat) с застройкой XIX века, появившейся на месте разрушенной во время осады наполеоновскими войсками городской стены. Хорошо сохранившиеся фрагменты городской стены можно увидеть на Археологической улице (кат. Passeig Arqueologic); на той же улице стоит церковь Эсглесиа-де-Сант-Пере-де-Галлиганс (кат. Esglesia de Sant Pere de Galligants) XII века. В церкви, являющейся частью старинного бенедиктинского монастыря св. Петра, 4 апсиды и 3 нефа. Основанный в X веке монастырь св. Петра — одно из наиболее значительных сооружений романской архитектуры в Каталонии. На территории монастыря действует Музей археологии. Ещё одна древняя церковь, Эсглесиа-де-Сант-Фелиу (кат. Esglesia de Sant Feliu), возведена в XIV веке над могилами покровителей города, святых Нарцисса и Феликса. В стены апсиды рядом с алтарём церкви вмурованы плиты восьми саркофагов римского времени.
К югу от кафедрального собора, вдоль улицы Каррер-де-ла-Форса (кат. (Carrer de la Força), расположился реконструированный в недавнем прошлом еврейский квартал. В средневековой Жироне проживала крупная еврейская община, вторая по численности в Каталонии после барселонской. Община обладала собственной каббалистической школой. Среди самых известных представителей этой общины - раввины Нахманид, Йона Геронди, Ниссим Геронди, Зрахия ха-Леви Геронди. Ныне в квартале находится Музей еврейской истории. На улице Каррер-де-ла-Форса, в здании капуцинского монастыря XVIII века, действует музей истории Жироны. Среди экспонатов музея — старинные музыкальные инструменты и научные приборы.
Примечательны также часовня св. Николая XII века с необычным для архитектуры того времени расположением трёх апсид, а также построенные в романском стиле арабские бани (кат. Banys Arabs) XII века. В бывшем епископском дворце находится музей искусства с обширной коллекцией произведений искусства X—XX веков. В музее, в частности, представлены резные украшения и серебряный алтарь X века из церкви в Сант-Пере-де-Родес (кат. Sant Pere de Rodes), расписанный фигурками монахов деревянный брус XII века из Круильяс.
Среди других достопримечательностей Жироны:
- Площадь Каталонии, расположенная на мосту через реку Оньяр
- Дома на реке Оньяр
- Железный мост
- Монастырь Сан-Доменек
- Ворота Сан-Кристофоль
- Башня Жиронелья
- Церковь Сан-Николау
- Монастырь Святого Даниеля в Жироне
- Церковь Святого Филиппа в Жироне
- Выставочный комплекс Palau Firal в Жироне
- Площадь независимости в Жироне (plaça de la Independència) — одна из главных площадей города, название которой напоминает о событиях Пиренейской войны и кровопролитной осады города войсками маршала Франции Луи Габриэля Сюше в 1808—1809 годах.

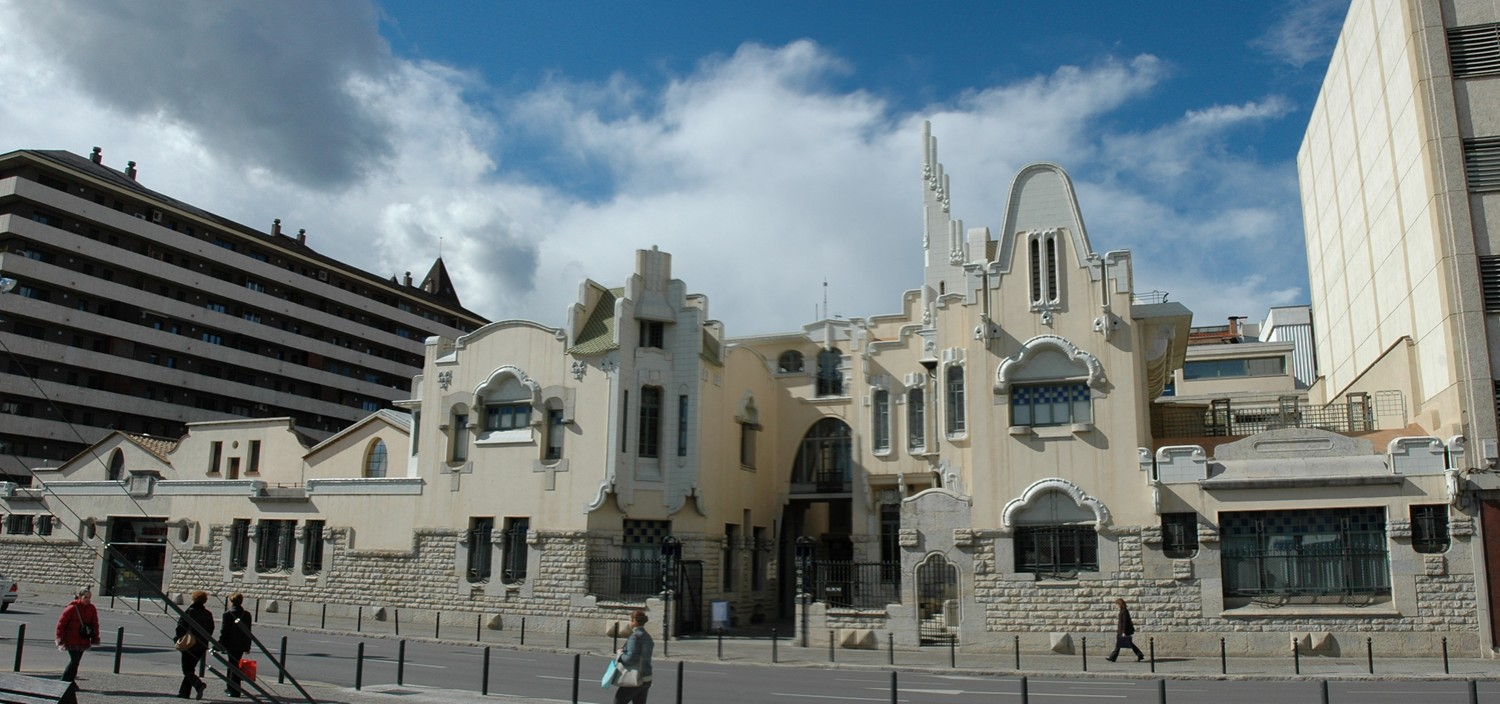
В начале XX века в Жироне жил и работал «собственный Гауди» — Рафаэль Масо
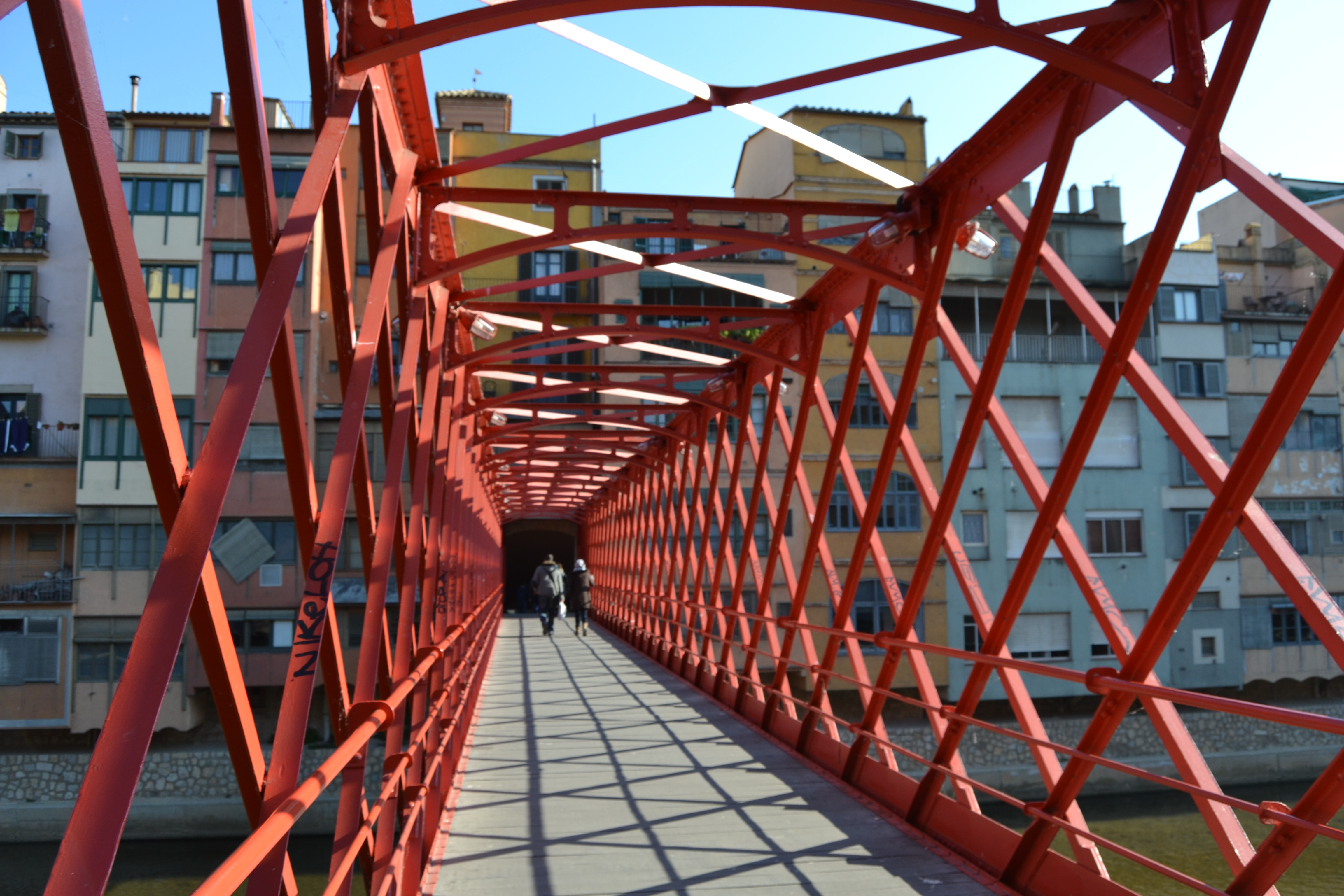
Железный мост, 1877
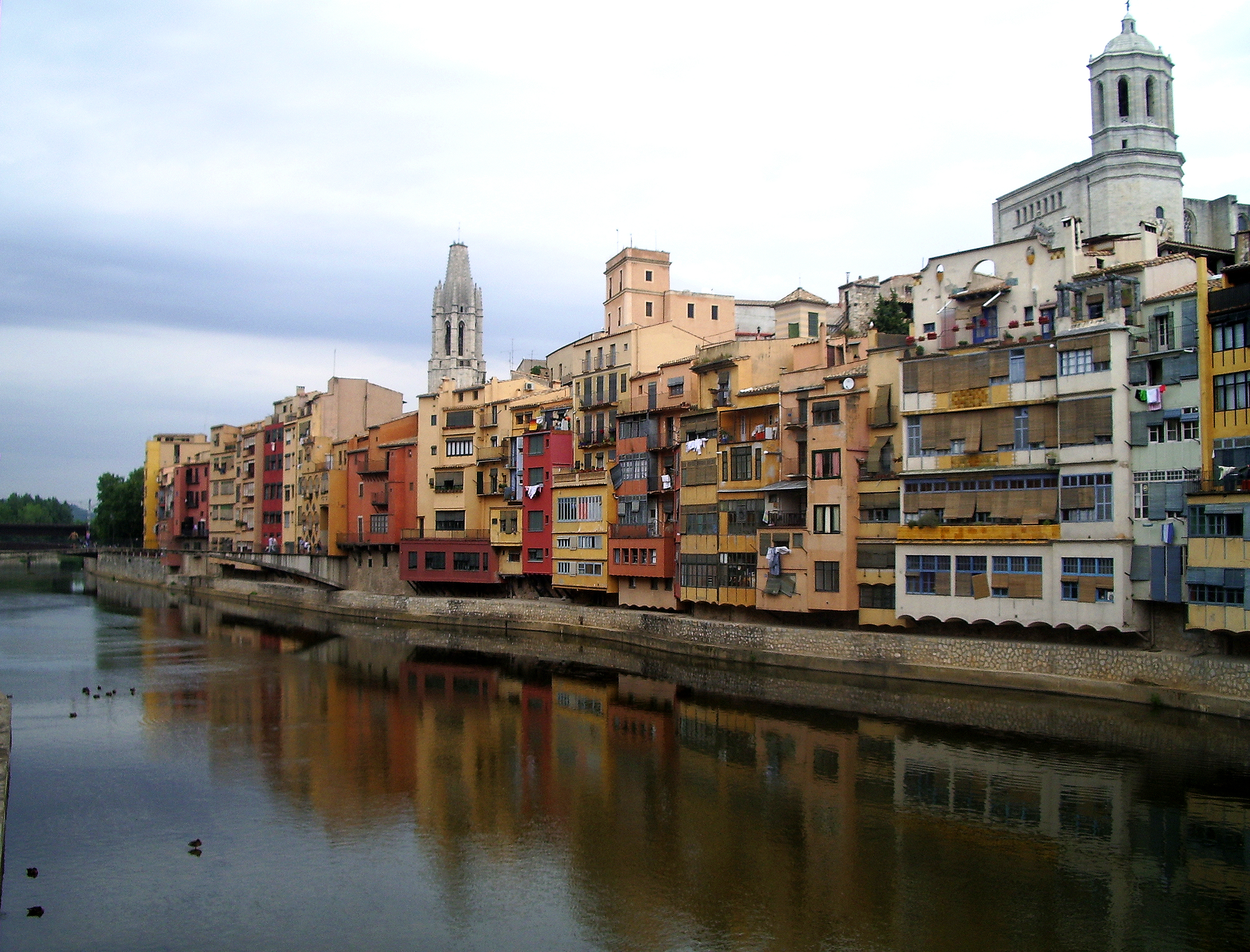
Дома на реке Оньяр
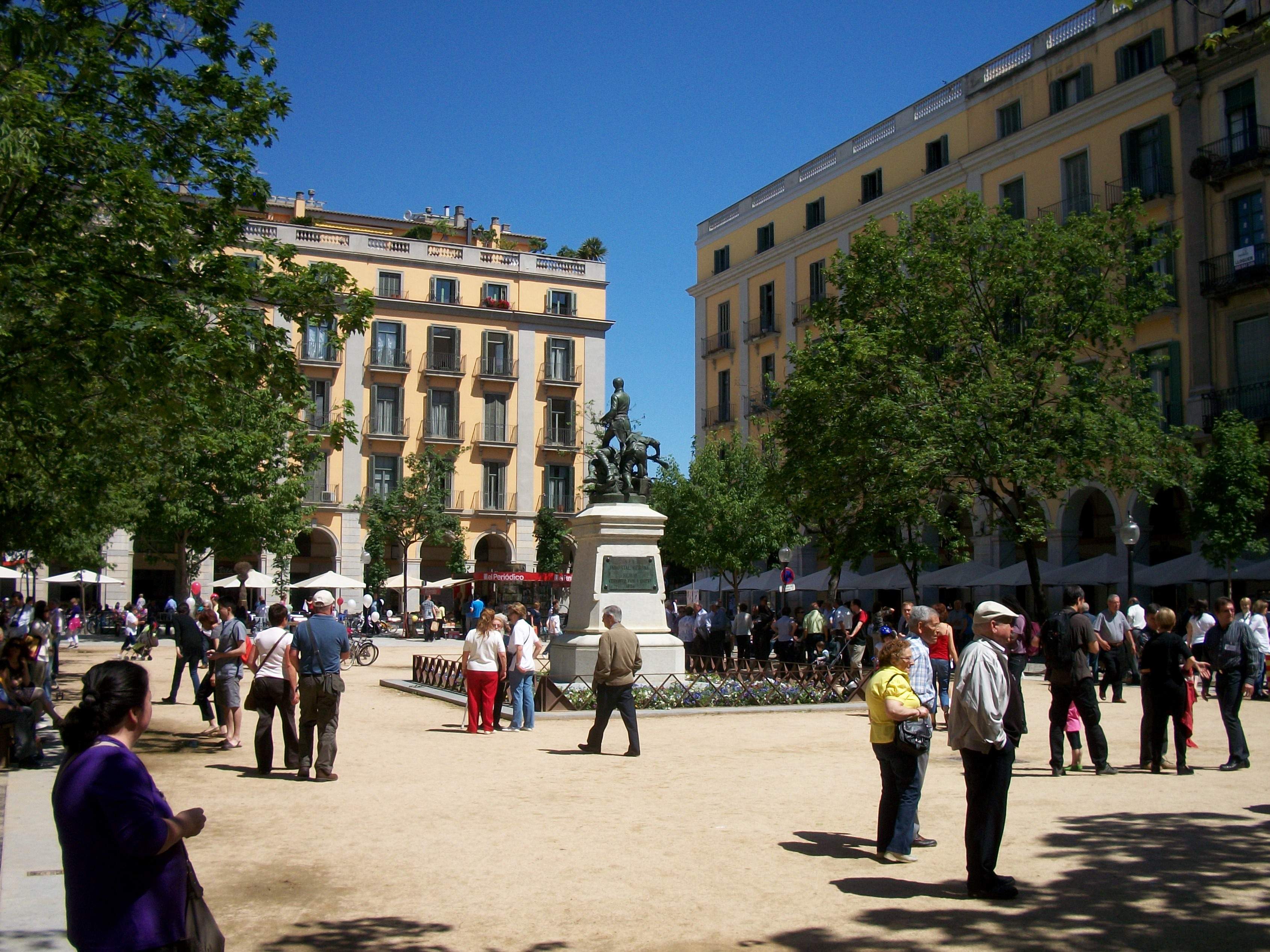
Площадь Независимости

### Музеи
- Музей искусства Жироны
- Музей археологии в Жироне
- Музей истории города
- Музей еврейской истории в Жироне
- Музей кино в Жироне

## Транспорт
- Аэропорт Жирона — Коста-Брава

## Спорт
В Жироне умер Альфонсо Серон (1535—1575) — испанский священнослужитель, шахматист и шахматный теоретик, участник первого в истории шахмат международного турнира.
Из известных спортивных клубов в городе базируются футбольный и баскетбольный, названные в честь города.

## Города-побратимы
- Перпиньян (фр. Perpignan), Франция
- Биарриц (фр. Biarritz), Франция